# 非情階段
『非情階段』（ひじょうかいだん）は、中西圭三の12枚目および13枚目のシングル。
1994年7月27日に同時発売された。本項では双方とも記述する。

## 非情階段 (Radio MIX)

### 解説
中西圭三の12枚目のシングル。アルバム『Starting Over』からのリカット。
中西圭三Featuring米倉利紀名義での発売。
カップリング曲「明日はきっといい日」は「ホンダ・トゥデイ」CMソング。

### 収録曲
全曲作曲：中西圭三　
1. 非情階段 (Radio MIX)
  - 作詞：朝水彼方　編曲：小西貴雄
2. 明日はきっといい日
  - 作詞：売野雅勇／編曲：小林信吾／ホーンアレンジ：小林正弘／コーラスアレンジ：村松邦男
3. 非情階段 (Radio MIX)（オリジナル・カラオケ）

## 非情階段 (Hyper-Radio MIX)

### 解説
中西圭三の13枚目のシングル。アルバム『Starting Over』からのリカット。
中西圭三Featuring米倉利紀名義での発売。初の12cmCDシングル。
特製パッケージにて完全生産限定で発売された。コンピレーション・アルバム『SELECTION Blood Type (AB)』に収録されている。
上記の(Radio MIX)とは異なるミキシングが施されている。
カップリング曲「明日はきっといい日」は、ア・カペラ・ヴァージョンにて収録。「ホンダ・トゥデイ」CMソング。

### 収録曲
全曲作曲：中西圭三　
1. 非情階段 (Hyper-Radio MIX)
  - 作詞：朝水彼方　編曲：小西貴雄 （6:35）
2. 明日はきっといい日 (Acapella Version)
  - 作詞：売野雅勇／編曲：村松邦男 （4:29）